# Шато Ля Флёр-Петрюс
Шато Ля Флёр-Петрюс (фр. Château La Fleur-Pétrus) — французское бордосское винодельческое хозяйство, расположенное в коммуне Помроль, кантона Либурн. Хозяйство классифицировано, как Pomerol Appellation d’Origine Contrôlée, т.к. дополнительной официальной классификации в Помроле нет. Производит единственное красное вино с собственных виноградников - Château La Fleur-Pétrus. Принадлежит винодельческому холдингу крупного французского негоцианта Жана-Пьера Муаэкса - «Établissements Jean-Pierre Moueix».
Хозяйство расположено по-соседству с именитыми помрольскими хозяйствами: Pétrus и Château Lafleur и было приобретено в 1953 году холдингом Жана-Пьера Муаэкса. В 1994 году холдинг приобрёл у Мари Робен, также владелицы Château Lafleur, 10 акров земли с виноградниками каберне фран, расположенными на склоне холма на территории соседнего Château Le Gay. К 1996 году на приобретённой территории было отреставрирован дом, датированный 1782 годом, и построен новый погреб для «нового» Château La Fleur-Pétrus (с добавлением каберне фран в ассамбляже).

## Технические данныеChâteau La Fleur-Pétrus
- Производится с 1996 года
- Аппелясьон: Pomerol Appellation d’Origine Contrôlée
- Владелец: Société Civile du Château La Fleur-Pétrus
- Площадь виноградников: 35,5 акров
- Сорта винограда: мерло - 80%, каберне фран - 20% (собранный со старых лоз, растущих на территории соседнего хозяйства - Château Le Gay)
- Возраст лоз: 30 лет (средний)
- Тип почвы: гравий
- Сбор урожая: только ручной
- Ферментация: вместе с мацерацией в бетонных чанах
- Предварительное вызревание в бочках: до 20 месяцев (30% новых бочек)
- Объём производства: порядка 40 000 бутылок, в зависимости от года

## Отзывы критиков
- «Вино со сложным букетом с нотами чёрной смородины, восточных пряностей, табачной коробки и обожженого дуба. Сначала довольно мягкое на вкус, затем суховатое, но очень богатое и мощное в послевкусии: "шоколадное", со зрелыми танинами и небольшим нюансом алкогольного тепла». Стивен Танцер, «Stephen's Tanzer International Wine Cellar»